# Butterfield (Minnesota)
Butterfield és una població dels Estats Units a l'estat de Minnesota. Segons el cens del 2000 tenia 564 habitants.

## Demografia
Segons el cens del 2000, Butterfield tenia 564 habitants, 232 habitatges, i 152 famílies. La densitat de població era de 494,9 habitants per km².
Dels 232 habitatges en un 28,4% hi vivien nens de menys de 18 anys, en un 55,6% hi vivien parelles casades, en un 6% dones solteres, i en un 34,1% no eren unitats familiars. En el 30,6% dels habitatges hi vivien persones soles el 16,4% de les quals corresponia a persones de 65 anys o més que vivien soles. El nombre mitjà de persones vivint en cada habitatge era de 2,43 i el nombre mitjà de persones que vivien en cada família era de 3,03.
Per edats la població es repartia de la següent manera: un 24,5% tenia menys de 18 anys, un 10,5% entre 18 i 24, un 22,9% entre 25 i 44, un 23,6% de 45 a 60 i un 18,6% 65 anys o més.
L'edat mediana era de 40 anys. Per cada 100 dones de 18 o més anys hi havia 102,9 homes.
La renda mediana per habitatge era de 29.904 $ i la renda mediana per família de 38.482 $. Els homes tenien una renda mediana de 27.212 $ mentre que les dones 17.813 $. La renda per capita de la població era de 15.177 $. Entorn del 6,1% de les famílies i el 8,6% de la població estaven per davall del llindar de pobresa.

## Poblacions més properes
El següent diagrama mostra les poblacions més properes.